# Ipomoea angustata
Ipomoea angustata är en vindeväxtart som beskrevs av T. S. Brandegee. Ipomoea angustata ingår i släktet praktvindor, och familjen vindeväxter. Inga underarter finns listade i Catalogue of Life.